# Pałac w Krzewinie
Pałac w Krzewinie – wzniesiony od podstaw przez ks. Stanisława Wincentego Jabłonowskiego, kasztelana krakowskiego.

## Historia
W krzewińskim pałacyku znajdowały się okazałe zbiory numizmatyków i różnorodnych kamieni, wyszukana biblioteka oraz przeniesione do pałacu w Płużnie archiwum Jabłonowskich, zawierające bogatą kolekcję druków i obrazów. Zbiory te przepadły w 1919 r. Pod koniec XIX w. pałacowe oranżerie uległy zniszczeniu, a pałacyk i inne budowle przejęte zostały przez Żydów. Znany projektant ogrodów Dionizy Mikler urządził obok pałacyku park.